# Enea Vico
Enea Vico (Parma, 29 gennaio 1523 – Ferrara, 18 agosto 1567) è stato un incisore e numismatico italiano.
Nasce da famiglia nobile, la madre muore alla nascita di Enea e il padre muore quando lui ha due anni. Iniziò da giovane a Parma e a Roma, poi passò a Firenze, Venezia e infine nel 1563 alla corte di Alfonso II d'Este a Ferrara, realizzando circa cinquecento incisioni. Pubblicò vari libri, tra cui Donne Auguste, pubblicato durante il soggiorno alla corte di Augusta, in Baviera, nel 1550. Fu anche un noto numismatico. Muore il 17 o il 18 agosto nel Palazzo Ducale di Ferrara. Fu tra gli affiliati all'Accademia dei Pellegrini di Venezia.

## Pubblicazioni
- Le immagini degli imperatori, 1548 (insieme a Antonio Zantani)
- Donne Auguste, 1550/1551
- Immagini delle Donne Auguste, 1557
- Discorsi di M. Enea Vico Parmigiano sopra le medaglie de gli antichi, 1558
- Tavola Isiaca, 1559
- Commentari alle antiche medaglie degli imperatori romani, 1560